# Tần số cực cực cao
Tần số cực cực cao (THF) là tên gọi băng tần được dùng bởi một số tác giả  để chỉ một băng tần trong dải bức xạ dưới mm/bức xạ terahertz.
THF nằm trong dải tần số từ 300 gigahertz tới 3 terahertz, nằm ở dải hồng ngoại thấp hơn của phổ điện từ. Bước sóng của băng tần này trong khoảng 1/10 đến 1 mm.
Những nhà khai thác dịch vụ vô tuyến nghiệp dư đang thử nghiệm tần số 322 GHz, 403 GHz và 411 GHz.